# Келдімурат
Келдімура́т (каз. Келдемұрат) — село у складі Маканчинського району Абайської області Казахстану. Адміністративний центр Келдімуратівського сільського округу.
Населення — 1199 осіб (2021; 1973 у 2009, 2232 у 1999, 2451 у 1989).
Національний склад станом на 1989 рік:
- казахи — 66 %
- росіяни — 29 %

До 2011 року село називалось Благодарне.